# Список искусственных объектов на Луне

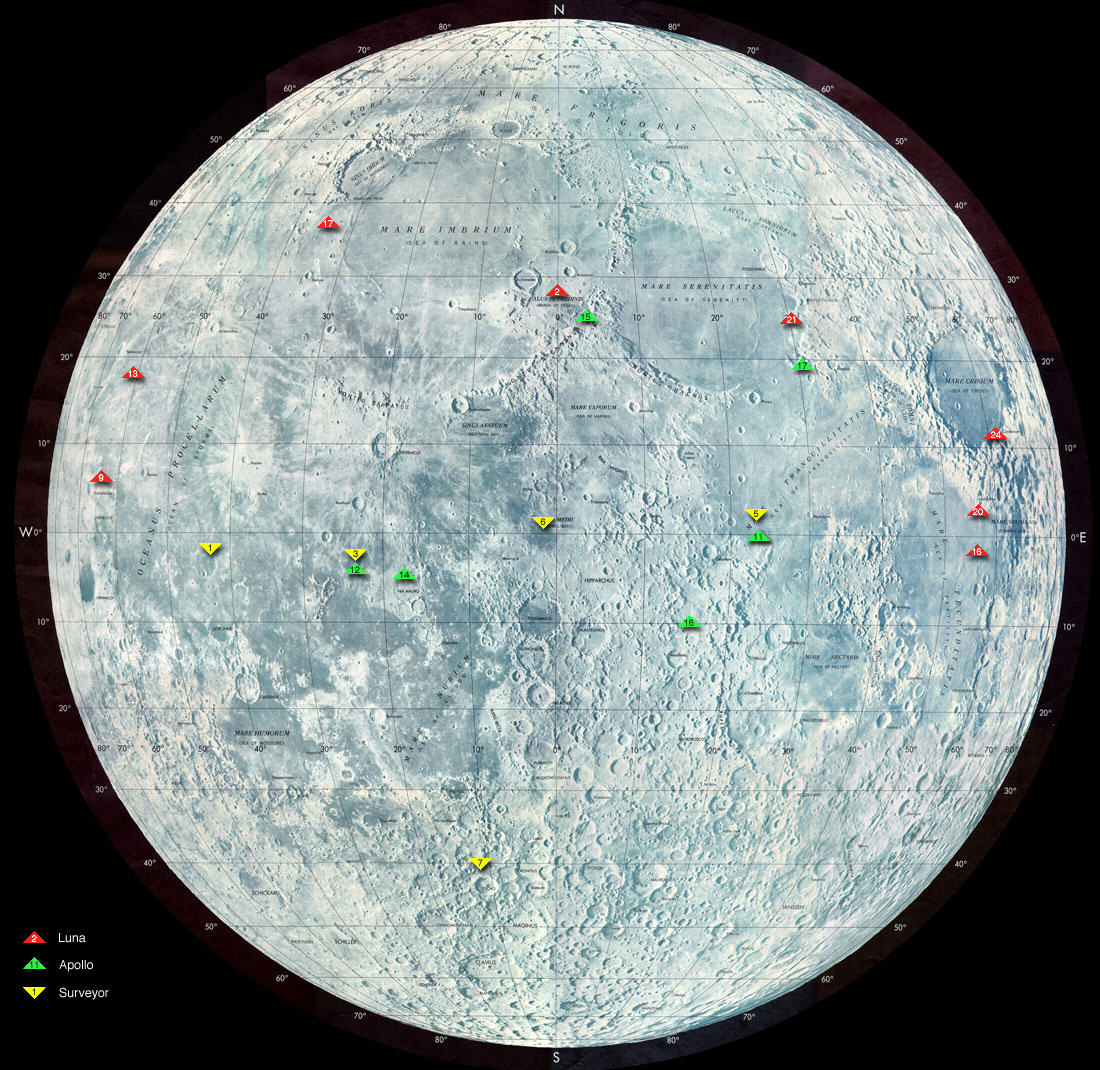
Карта Луны, на которой изображены места прилунения аппаратов

Список искусственных объектов, которые достигли поверхности Луны.
Общая масса всех искусственных объектов, достигших поверхности, составляет более 180 тонн. Объекты можно условно классифицировать следующим образом:
- Автоматические космические аппараты, предназначенные для достижения лунной поверхности
- Автоматические искусственные спутники Луны, сведённые с орбиты
- Посадочные ступени пилотируемых кораблей
- Сведённые с орбиты взлётные ступени пилотируемых кораблей
- Разнообразное оборудование и предметы, оставленные экипажами пилотируемых кораблей
- Отработанные ступени ракет-носителей

В приведенном списке отдельно не показаны некрупное оборудование, пакеты с мусором, прочие предметы (знаки, флаги, художественная инсталляция «Павший астронавт»), оставленные пилотируемыми экспедициями. Масса отдельных объектов (таких, как приборы ALSEP) может достигать десятков килограммов. Масса мусора тоже значительна, поскольку на Луне была оставлена не только использованная упаковка, но и сменные фильтры системы жизнеобеспечения, ненужные приборы и инструменты — буры, молотки, грабли, видео- и фотокамеры, небольшой телескоп, клюшка для гольфа и т. п.

Самый массивный рукотворный объект, попадавший на Луну — ракетная ступень S-IVB. С самой Луны было взято не более 400 килограммов вещества, это лунный грунт.

## Список
| №  | Станция                                        | Страна  | Изображение | Дата посадки | Масса объекта (кг) | Координаты посадки/падения                                      | Примечания |
| -- | ---------------------------------------------- | ------- | ----------- | ------------ | ------------------ | --------------------------------------------------------------- | --- |
| 1  | Луна-2                                         | СССР    |             | 13.09.1959   | 390                | 29,1° N, 0° W Болото Гниения (Palus Putredinis)                 | Первая в мире автоматическая межпланетная станция, достигшая поверхности Луны. |
| 2  | Блок «Е» ракеты-носителя Восток-Л              | СССР    |             | 13.09.1959   | 9 100              | 29,1° N, 0° W Болото Гниения (Palus Putredinis)                 | Использовалась при выведении «Луны-2», упала через 30 минут после «Луны-2». |
| 3  | Рейнджер-4                                     | США     |             | 26.04.1962   | 331                | 12,9° S, 129,1° W                                               | Цель программы «Рейнджер» — передача изображений при сближении до столкновения с Луной. Рейнджер-4 упал на Луну, но задачу не выполнил. |
| 4  | Рейнджер-6                                     | США     |             | 02.02.1964   | 381                | 9,4° N, 21,5° O Море Спокойствия                                | Упал на Луну, но задачу не выполнил. Неисправность камер. |
| 5  | Рейнджер-7                                     | США     |             | 31.07.1964   | 366                | 10,6° S, 20,61° W Море Познанное                                | Перед падением аппарат передал на Землю 4300 фотографий. |
| 6  | Рейнджер-8                                     | США     |             | 20.02.1965   | 367                | 2,64° N, 24,77° O Море Спокойствия                              | Перед падением аппарат передал на Землю 7300 фотографий. |
| 7  | Рейнджер-9                                     | США     |             | 24.03.1965   | 367                | 12,79° S, 2,36° W Кратер Альфонс                                | Перед падением аппарат передал на Землю 5800 фотографий, которые были показаны в прямом эфире по американскому телевидению. |
| 8  | Луна-5                                         | СССР    |             | 12.05.1965   | 100                | 1,6° S, 25° W Море Облаков                                      | Запланированная мягкая посадка не удалась. |
| 9  | Луна-7                                         | СССР    |             | 07.10.1965   | 100                | 9,8° N, 47,8° W Океан Бурь                                      | Мягкая посадка не удалась. Станция не смогла погасить скорость и врезалась в лунную поверхность. |
| 10 | Луна-8                                         | СССР    |             | 06.12.1965   | 100                | 9,6° N, 62° W Океан Бурь                                        | Из-за неисправности аппарат разбился о поверхность Луны. |
| 11 | Луна-9                                         | СССР    |             | 03.02.1966   | 100                | 7,13° N, 64,37° W Океан Бурь                                    | Первая в истории мягкая посадка на поверхность Луны. |
| 12 | Луна-10                                        | СССР    |             | 30.05.1966   | 250                | ?                                                               | Станция «Луна-10» — первый в мире искусственный спутник Луны. 29 мая упала на поверхность Луны. |
| 13 | Сервейер-1                                     | США     |             | 02.06.1966   | 270                | 2,45° S, 43,22° W Океан Бурь                                    | Вслед за СССР, США осуществили мягкую посадку на Луну. |
| 14 | Сервейер-2                                     | США     |             | 22.09.1966   | 292                | 4,0° S, 11,0° W Море Островов                                   | Из-за неисправности аппарат упал на поверхность Луны. |
| 15 | Лунар орбитер-1                                | США     |             | 29.10.1966   | 386                | 6,35° N, 160,72° O                                              | Орбитальный аппарат. |
| 16 | Луна-11                                        | СССР    |             | 31.10.1966   | 1 640              | ?                                                               | Орбитальный аппарат. |
| 17 | Луна-13                                        | СССР    |             | 24.12.1966   | 1 700              | 18,87° N, 63,05° W Океан Бурь                                   | Совершила мягкую посадку на поверхность Луны. |
| 18 | Луна-12                                        | СССР    |             | 19.01.1967   | 1 670              | ?                                                               | АМС «Луна-12» упала на поверхность Луны. |
| 19 | Сервейер-3                                     | США     |             | 20.04.1967   | 281                | 2,99° S, 23,34° W Океан Бурь                                    | Совершил мягкую посадку на поверхность Луны. Спустя 2,5 года экипаж корабля Аполлон-12 обследовал аппарат «Сервейер-3», демонтировал некоторые его детали и доставил для изучения на Землю. |
| 20 | Сервейер-4                                     | США     |             | 17.07.1967   | 283                | 0,45° N, 1,39° W Центральный Залив (Sinus Medii)                | Из-за неисправности аппарат упал на поверхность Луны. |
| 21 | Сервейер-5                                     | США     |             | 11.09.1967   | 281                | 1,42° N, 23,2° O Море Спокойствия                               | Передал на Землю 19 000 фотографий, данных и анализ грунта. |
| 22 | Лунар орбитер-3                                | США     |             | 10.10.1967   | 386                | 14,6° N, 97,7° W                                                | Картографирование лунной поверхности. |
| 23 | Лунар орбитер-2                                | США     |             | 11.10.1967   | 385                | 2,9° N, 119,1° O                                                | Картографирование лунной поверхности. |
| 24 | Лунар орбитер-4                                | США     |             | 31.10.1967   | 386                | ~22° и 30° W                                                    | Картографирование лунной поверхности. |
| 25 | Сервейер-6                                     | США     |             | 10.11.1967   | 282                | 0,53° N, 1,4° W Центральный Залив                               | Аппарат Сервейер-6 мог взлетать на несколько метров над поверхностью Луны по команде оператора с Земли. |
| 26 | Сервейер-7                                     | США     |             | 10.01.1968   | 290                | 40,86° S, 11,47° W Кратер Тихо                                  | «Сервейер-7» передал на Землю 21 091 изображение лунной поверхности. |
| 27 | Лунар орбитер-5                                | США     |             | 31.01.1968   | 386                | 2,8° S, 83,1° W                                                 | Картографирование лунной поверхности. |
| 28 | Луна-14                                        | СССР    |             | 1968         | 1670               | ?                                                               | Эксперименты, проведённые на станции, позволили сделать окончательный выбор материалов для уплотнений приводов колес, а также подшипников для шасси «Лунохода». |
| 29 | Посадочная ступень модуля «Аполлон-10»         | США     |             | 22.05.1969   | 2 211              | ?                                                               | Астронавты выполнили неполный посадочный манёвр и осмотр выбранного места посадки следующей экспедиции. После перехода астронавтов во взлётную ступень сведен с орбиты, посадки не совершал. |
| 30 | Посадочная ступень модуля «Аполлон-11»         | США     |             | 20.07.1969   | 2 034              | 0° 40' 26.69" N 23° 28' 22.69" O Море Спокойствия               | Первая в истории человечества высадка человека на поверхность другого космического тела. |
| 31 | Луна-15                                        | СССР    |             | 21.07.1969   | 2 718              | 17° N, 60° O Море Кризисов                                      | Программа полета станции «Луна-15» — доставка на Землю образцов лунного грунта — не была выполнена. |
| 32 | Взлетная ступень модуля «Аполлон-11»           | США     |             | 21.07.1969   | 2 184              | ?                                                               | Сведена с орбиты после использования. |
| 33 | Посадочная ступень модуля «Аполлон-12»         | США     |             | 19.11.1969   | 2 211              | 2,99° S, 23,34° W Океан Бурь                                    | Вторая высадка людей на Луну. Осмотр и демонтаж деталей автоматического космического аппарата «Сервейер-3». |
| 34 | Взлетная ступень модуля «Аполлон-12»           | США     |             | 20.11.1969   | 2 164              | 3,94° S, 21,2° W Море Островов                                  | Сведена с орбиты после использования. |
| 35 | Ступень S-IVB ракеты-носителя Сатурн-5         | США     |             | 14.04.1970   | 13 454             | 2,75° S, 27,86° W Океан Бурь                                    | Выведение аварийного Аполлона-13, посадки не совершавшего. |
| 36 | посадочная ступень аппарата Луна-16            | СССР    |             | 20.09.1970   | 1380               | 0,68° S, 56,3° O Море Изобилия                                  | На Землю были доставлены образцы лунного грунта. |
| 37 | посадочная ступень аппарата Луна-17            | СССР    |             | 17.11.1970   | 1380               | 38,28° N, 35,0° W Море Дождей                                   | Автоматическая межпланетная станция «Луна-17» доставила на Луну самоходный аппарат «Луноход-1». |
| 38 | Луноход-1                                      | СССР    |             | 17.11.1970   | 756                | 38,32507°N, 36,9949°W                                           | Первый в мире планетоход, успешно работавший на поверхности другого небесного тела. |
| 39 | Ступень S-IVB ракеты-носителя Сатурн-5         | США     |             | 04.02.1971   | 14 016             | 8,09° S, 26,02° W Море Познанное                                | Выведение Аполлона-14 |
| 40 | Посадочная ступень модуля «Аполлон-14»         | США     |             | 05.02.1971   | 2 144              | 3° 38' 43,08" S, 17° 28' 16,90" W (Fra Mauro)                   | Был восстановлен престиж американской космической программы, упавший после аварии корабля «Аполлон-13». |
| 41 | Взлетная ступень модуля «Аполлон-14»           | США     |             | 07.02.1971   | 2 132              | 3,42° S, 19,67° W Океан Бурь                                    | Сведена с орбиты после использования |
| 42 | Ступень S-IVB ракеты-носителя Сатурн-5         | США     |             | 29.07.1971   | 14 036             | 1,51° S, 17,48° W (Fra Mauro)                                   | Выведение Аполлона-15 |
| 43 | Посадочная ступень модуля «Аполлон-15»         | США     |             | 31.07.1971   | 2 809              | 26° 7' 55,99" N, 3° 38' 1,90" O (Hadley-Rille)                  | |
| 44 | Лунный автомобиль (Аполлон-15)                 | США     |             | 02.08.1971   | 210                | 26,08° N, 3,66° O (Hadley-Rille)                                | Представлял собой электромобиль на двух одноразовых батареях. |
| 45 | Взлетная ступень модуля «Аполлон-15»           | США     |             | 03.08.1971   | 2 132              | 26,36° N, 0,25° O Болото Гниения                                | Сведена с орбиты после использования |
| 46 | Луна-18                                        | СССР    |             | 11.09.1971   | 1900               | 3,57° N, 56,5° O Море Изобилия                                  | Мягкую посадку осуществить не удалось, станция разбилась. |
| 47 | посадочная ступень аппарата Луна-20            | СССР    |             | 21.02.1972   | 1380               | 3,53° N, 56,55° O                                               | На Землю доставлена колонка лунного грунта массой 55 граммов. |
| 48 | Посадочная ступень модуля «Аполлон-16»         | США     |             | 20.04.1972   | 2 765              | 8° 58' 22,84" S, 15° 30' 0,68" O                                | |
| 49 | Лунный автомобиль (Аполлон-16)                 | США     |             | 24.04.1972   | 210                | 8,97° S, 15,51° O                                               | Прошёл по поверхности Луны 26,6 километра. |
| 50 | Взлетная ступень модуля «Аполлон-16»           | США     |             | 24.04.1972   | 2 138              | ?                                                               | Сведена с орбиты после использования |
| 51 | Ступень S-IVB ракеты-носителя Сатурн-5         | США     |             | 29.04.1972   | 14 002             | 1,3° N, 23,9° W Море Островов                                   | Выведение Аполлона-16 |
| 52 | Искусственный спутник (Аполлона-16)            | США     |             | 29.05.1972   | 42                 | ?                                                               | |
| 53 | Космический аппарат Эксплорер-49               | США     |             | 29.05.1972   | 328                | ?                                                               | |
| 54 | Луна-19                                        | СССР    |             | 30.09.1972   | 1880               | ?                                                               | |
| 55 | Ступень S-IVB ракеты-носитель Сатурн-5         | США     |             | 10.12.1972   | 13 960             | 4,21° S, 22,31° W                                               | Выведение Аполлона-17 |
| 56 | Посадочная ступень модуля «Аполлон-17»         | США     |             | 11.12.1972   | 2 798              | 20° 11' 26,88" N, 30° 46' 18,05" O Тавр-Литтров                 | |
| 57 | Лунный автомобиль (Аполлон-17)                 | США     |             | 14.12.1972   | 210                | 20,17° N, 30,77° W Тавр-Литтров                                 | |
| 58 | Взлетная ступень модуля «Аполлон-17»           | США     |             | 15.12.1972   | 2 150              | 19,96° N, 30,50° O Тавр-Литтров                                 | Сведена с орбиты после использования. |
| 59 | Луна-21                                        | СССР    |             | 15.01.1973   | 1380               | 25,85° N, 30,45° O Кратер Ле-Монье                              | На поверхность Луны доставлен «Луноход-2». |
| 60 | Луноход-2                                      | СССР    |             | 15.01.1973   | 840                | 25,47° N, 30,54° O Кратер Ле-Монье                              | За четыре месяца работы прошёл 37 километров, передал на Землю 86 панорам и около 80 000 кадров телесъёмки. |
| 61 | Искусственный спутник (Аполлона-15)            | США     |             | 22.01.1973   | 36                 | ?                                                               | |
| 62 | Космический аппарат Эксплорер-35               | США     |             | 24.06.1973   | 104                | ?                                                               | |
| 63 | Луна-22                                        | СССР    |             | 02.11.1975   | 2 000              | ?                                                               | |
| 64 | Луна-23                                        | СССР    |             | 06.11.1974   | 1880               | 13° N, 62° O                                                    | Во время посадки было повреждено грунтозаборное устройство, что сделало невозможным выполнение программы полёта. |
| 65 | посадочная ступень аппарата Луна-24            | СССР    |             | 18.08.1976   | 1400               | 12,75° N, 62,2° O Море Кризисов                                 | На Землю доставлена колонка лунного грунта длиной около 160 сантиметров и весом 170 граммов. Последняя проба грунта. |
| 66 | Субспутник Hiten                               | Япония  |             | 11.04.1993   | 12                 | ?                                                               | |
| 67 | Hiten                                          | Япония  |             | 10.04.1993   | 143                | 34,3° S, 55,6° O                                                | Первый японский искусственный спутник Луны. Сведён с орбиты. |
| 68 | Lunar Prospector                               | США     |             | 31.07.1999   | 126                | 87,7° S, 42,1° O                                                | Управляемое падение в кратер на южном полюсе Луны. |
| 69 | Смарт-1                                        | Европа  |             | 03.09.2006   | 307                | 34,24° S, 46,12° W Озеро Превосходства                          | Смарт-1 создавался прежде всего как экспериментальная АМС для отработки перспективных технологий и в первую очередь — электрореактивной двигательной установки для будущих миссий к Меркурию и Солнцу. Сведён с орбиты. |
| 70 | Чандраян-1                                     | Индия   |             | 14.11.2008   | 29                 | 89,9° S, 0,0° O Кратер Шеклтона                                 | 14 ноября от «Чандраян-1» отстыковался лунный ударный зонд, который совершил в 15:01 UTC жёсткую посадку недалеко от кратера Шеклтон, расположенного рядом с южным полюсом Луны. |
| 71 | Субспутник «Кагуя»                             | Япония  |             | 12.02.2009   | 53                 | 28,2° N, 159,0° W                                               | |
| 72 | Чанъэ-1                                        | Китай   |             | 01.03.2009   | 2 350              | 1,5° S, 52,36° O Море Изобилия                                  | Задачей Чанъэ-1 является облёт Луны и сбор данных для составления цифровой модели её рельефа, сведён с орбиты. |
| 73 | Кагуя                                          | Япония  |             | 10.06.2009   | 1 720              | 80,4° O, 65,5° S                                                | Научная программа зонда «Кагуя» дала возможность составить топографическую карту Луны с разрешением около 15 км. |
| 74 | Разгонный блок Центавр                         | США     |             | 09.10.2009   | 1 930              | 84.675° S, 48,725° W Кратер Кабеус                              | |
| 75 | Lunar Crater Observation and Sensing Satellite | США     |             | 09.10.2009   | 585                | 84.729° S, 49,36° W Кратер Кабеус                               | Космический аппарат для наблюдения и зондирования лунных кратеров, сведён с орбиты. |
| 78 | LADEE                                          | США     |             | 17.04.2014   | 248                | ?                                                               | Управляемое падение на Луну после окончания миссии. |
| 76 | Чанъэ-3                                        | Китай   |             | 14.12.2013   | 1200               | 44.1° N, 31,05° W Залив Радуги                                  | Автоматическая межпланетная станция «Чанъэ-3» доставила на Луну самоходный аппарат «Юйту» |
| 77 | Юйту                                           | Китай   |             | 14.12.2013   | 120                | 44.1° N, 31,05° W Залив Радуги                                  | Первый планетоход Китая и первый планетоход на Луне за 40 с лишним лет. |
| 79 | Юйту-2                                         | Китай   |             | 03.01.2019   | 140                | 45.28° S, 177,36° E (обратная сторона Луны).                    | Впервые удалось прорастить семена земных растений на поверхности Луны. На сегодняшний день (24 апреля 2019 года) аппаратом пройдено более 170 метров по поверхности Луны. Аппарат продолжает действовать, с перерывами во время лунной ночи.                                                                                  |
| 80 | Берешит                                        | Израиль |             | 11.04.2019   | 185                | 32.5956° N, 19,3496° E Море Ясности                             | Первый космический аппарат для посадки на Луну, построенный на частные инвестиции. В результате проблем при посадке разбился о поверхность Луны. |
| 81 | Чандраян-2                                     | Индия   |             | 06.09.2019   | 1498               | 70,9° ю. ш., 22,8° в. д. между кратерами Манцини C и Симпелий N | Первый индийский космический аппарат на Луне. |
| 82 | Hakuto-R                                       | Япония  |             | 15.04.2023   | 1000               | 47.581° N, 44.094° E Кратер Атлас                               | Первая попытка Японии осуществить посадку на Луну. Связь с аппаратом была потеряна незадолго до касания лунной поверхности. Анализ показал, что из-за потери топлива на заключительном этапе посадки произошла жёсткая посадка на поверхность.                                                                                |
| 83 | Луна-25                                        | Россия  |             | 19.08.2023   | 1750               | предположительно кратер Pontecoulant G                          | Первая АМС в российской лунной программе, целями миссии являлись отработка технологии мягкой посадки и исследование приполярных областей Луны. По предварительным данным, в результате отклонения фактических параметров импульса двигательной установки от расчётных, станция сошла с орбиты и разбилась о поверхность Луны. |
| 84 | Чандраян-3                                     | Индия   |             | 23.09.2023   | 1726               | 69.3° ю. ш., 32.3° в. д.                                        | Первая мягкая посадка Индийского аппарат на Луну, первая посадка в районе Южного полюса. |
| 85 | SLIM                                           | Япония  |             | 19.01.2024   | 1750               | 3.3° ю. ш., 25.2° в. д. в Море Нектара                          | Первая АМС в мире совершившая мягкую посадку на Луну с точностью до 100 м. |
| 86 | IM-1                                           | США     |             | 22.02.2024   | 1908               | 80.13° ю. ш., 1.44° в. д.                                       | Первая посадка частного модуля на Луну |